# Havets Hus
Havets Hus (literalmente Casa do Mar) é um aquário público localizado na cidade sueca de Lysekil na costa da Bohuslän. Apresenta 40 tanques, desde o aquário-túnel contendo 140 000 litros de água salgada
até aos mais pequenos aquários de 70 litros.

O aquário Havets Hus alberga uma seleção de cerca de 100 espécies de animais e plantas marinhas dos habitats do fiorde Gullmarn e do estreito do Escagerraque.

Entre outros, o visitante pode ver safios, anémonas de Gullmarn, tubarões e cações, alabotes-do-Atlântico, raias, grandes bacalhaus, etc… 
Além da exibição permanente, há exibições temáticas, sendo 2010 o ano dos "Monstros do mar", onde não é esquecida a legendária "Cobra do mar" do Gullmarn.

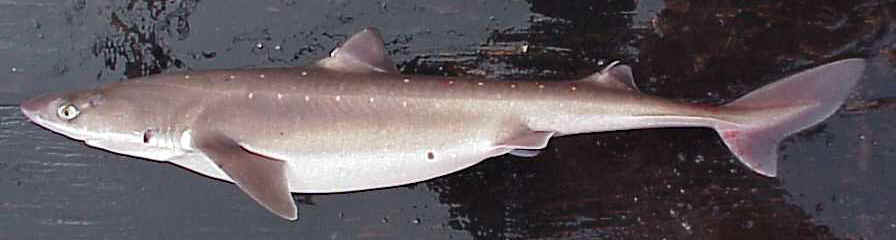
Um tubarão pata-roxa, um dos peixes exibidos no aquário